# آجیت خان
آجیت خان (انگلیسی: Ajit Khan؛ ۲۷ ژانویهٔ ۱۹۲۲ – ۲۱ اکتبر ۱۹۹۸) یک هنرپیشه اهل هند بود.
از فیلم‌ها یا برنامه‌های تلویزیونی که وی در آن نقش داشته است می‌توان به زنجیر اشاره کرد.

## فیلم‌شناسی
فهرست برخی از فیلم‌هایی که آجیت خان در آن‌ها به ایفای نقش پرداخته است:
- زنجیر
- شاهزاده
- مجرم
- گانگستر
- آقای ناتوارلال
- آتش
- نیرومند
- رام و بارلام
- عصر جدید
- نام من رانی است
- آدم و انسان
- مرگ و زندگی
- داستان قسمت
- سنگ و زمرد
- تعهد
- حشیش
- نور
- جان من
- اسب سیاه
- شیطان شریف
- پول دزدی
- تاج‌گذاری
- بی‌گناه
- بی‌دین
- ریاضی آناند
- پادشاه بی‌تاج
- بخش ۳۰۲
- دشمنان ثروت
- خانه و خارج